# Турно (Люблінське воєводство)
Турно (пол. Turno) — село в Польщі, у гміні Сосновиця Парчівського повіту Люблінського воєводства. Населення — 180 осіб (2011).

## Історія
За даними етнографічної експедиції 1869—1870 років під керівництвом Павла Чубинського, у селі переважно проживали греко-католики, які розмовляли українською мовою.
У 1921 році село входило до складу гміни Турно Володавського повіту Люблінського воєводства Польської Республіки.
Частину українського населення села було депортовано з Польщі до УРСР до червня 1946 року, проте деякі українці переховувалися і уникли переселення.
У 1975—1998 роках село належало до Холмського воєводства.

## Населення
За переписом населення Польщі 10 вересня 1921 року в селі налічувалося 53 будинки та 274 мешканці, з них:
- 133 чоловіки та 141 жінка;
- 177 православних, 75 римо-католиків, 22 юдеї;
- 177 українців, 75 поляків, 22 євреї.

Демографічна структура станом на 31 березня 2011 року:
|          | Загалом | Допрацездатний вік | Працездатний вік | Постпрацездатний вік |
| -------- | ------- | ------------------ | ---------------- | -------------------- |
| Чоловіки | 90      | 19                 | 60               | 11                   |
| Жінки    | 90      | 13                 | 47               | 30                   |
| Разом    | 180     | 32                 | 107              | 41                   |

## Особистості

### Народилися
- Іван Романечко (?—1947) — український військовий діяч, провідник та референт СБ ОУН надрайону «Левада» в III окрузі ОУН на Підляшші.